# Trou de passage
Pour les articles homonymes, voir Trou.
Pour les vis de fixation, le diamètre du trou de passage dépend du diamètre nominal de la vis à métaux.
La norme NF E 25-017, en France, précise les diamètres des passages de vis, ainsi que les dimensions de fraisures et de lamages (chambrages). La norme ISO 273 est équivalente. Une version nommée NF EN 20273:1992 ou NF E25-023:1992 est diffusée par l'AFNOR à vocation internationale.
| Diam. nominal | Série fine H12 | Série moyenne H13 | Série large H14 |
| ------------- | -------------- | ----------------- | --------------- |
| M 1           | 1,1            | 1,2               | 1,3             |
| M 1,2         | 1,3            | 1,4               | 1,5             |
| M 1,4         | 1,5            | 1,6               | -               |
| M 1,6         | 1,7            | 1,8               | 2               |
| M 2           | 2,2            | 2,4               | 2,6             |
| M 2,5         | 2,7            | 2,9               | 3,1             |
| M 3           | 3,2            | 3,4               | 3,6             |
| (M 3,5)       | 3,7            | 3,9               | 4,2             |
| M 4           | 4,3            | 4,5               | 4,8             |
| M 4,5         | 4,8            | 5                 | 5,3             |
| M 5           | 5,3            | 5,5               | 5,8             |
| M 6           | 6,4            | 6,6               | 7               |
| (M 7)         | 7,4            | 7,6               | 8               |
| M 8           | 8,4            | 9                 | 10              |
| (M 9)         | 9,5            | 10                | 11              |
| M 10          | 10,5           | 11                | 12              |
| M 12          | 13             | 13,5              | 14,5            |
| (M 14)        | 15             | 15,5              | 16,5            |
| M 16          | 17             | 17,5              | 18,5            |
| (M 18)        | 19             | 20                | 21              |
| M 20          | 21             | 22                | 24              |
| (M 22)        | 23             | 24                | 26              |
| M 24          | 25             | 26                | 28              |
| (M 27)        | 28             | 30                | 32              |
| M 30          | 31             | 33                | 35              |
| (M 33)        | 34             | 36                | 38              |
| M 36          | 37             | 39                | 42              |
| (M 39)        | 40             | 42                | 45              |
| M 42          | 43             | 45                | 48              |
| (M 45)        | 46             | 48                | 52              |
| M 48          | 50             | 52                | 56              |
| (M 52)        | 54             | 56                | 62              |
| M 56          | 58             | 62                | 66              |
| (M 60)        | 62             | 66                | 70              |
| M 64          | 66             | 70                | 74              |
| (M 68)        | 70             | 74                | 78              |
| M 72          | 74             | 78                | 82              |
| (M 76)        | 78             | 82                | 86              |
| M 80          | 82             | 86                | 91              |
| (M 85)        | 87             | 91                | 96              |
| M 90          | 93             | 96                | 101             |
| (M 95)        | 98             | 101               | 107             |

Il est préférable d'éviter les valeurs entre parenthèses.
En choisissant la série fine ou moyenne, il y a un risque avec le rayon qui se trouve sous la tête de vis.

Dans ce cas, il peut être nécessaire de chanfreiner le bord du trou.